# Lamproplax
Lamproplax är ett släkte av insekter. Lamproplax ingår i familjen fröskinnbaggar.
Släktet innehåller bara arten Lamproplax picea.